# Hetefernebti
Hetefernebti foi uma rainha da III dinastia do Império Antigo do Egito. Ela é a única esposa conhecida do faraó Djoser.
Hetefernebti e uma filha do rei chamada Inetecaés foram nomeadas em estelas encontradas em torno do complexo da pirâmide de Sacará de Djoser e em um relevo de Heliópolis mostrando Djoser acompanhado pelas duas.
Entre seus títulos estavam "aquele que vê Hórus" (m33.t-ḥrw-) e "grande de cetro" (wr.t-ht=s), ambos comuns para rainhas importantes neste período, também, ela era chamada de "Filha do Rei", o que significa que ela era possivelmente filha do predecessor de Djoser, Quenerés, portanto, irmã ou meia-irmã de seu marido.